# Verispira
Verispira es un género de foraminífero bentónico de la Subfamilia Globivalvulininae, de la Familia Globivalvulinidae, de la Superfamilia Globivalvulinoidea, del Suborden Endothyrina, del Orden Endothyrida, de la Subclase Fusulinana y de la Clase Fusulinata. Su especie tipo es Verispira jelli. Su rango cronoestratigráfico abarca desde el Moscoviense (Carbonífero superior) hasta el Cisuraliense (Pérmico inferior).

## Discusión
Clasificaciones previas hubiesen incluido Verispira en la Subfamilia Biseriammininae, de la Familia Biseriamminidae, de la Superfamilia Palaeotextularioidea, del Suborden Fusulinina y del Orden Fusulinida.

## Clasificación
Verispira incluye a las siguientes especies:
- Verispira bristolensis †, también considerado como Globivalvulina bristolensis †
- Verispira contorta †, también considerado como Bulimina contorta †
- Verispira jelli †
- Verispira kantharensis †, también considerado como Globivalvulina kantharensis †
- Verispira shikhanensis †, también considerado como Globivalvulina shikhanensis †
- Verispira spiralis †, también considerado como Globivalvulina spiralis †
- Verispira vulgaris †, también considerado como Globivalvulina vulgaris †